# Miguel Noguera

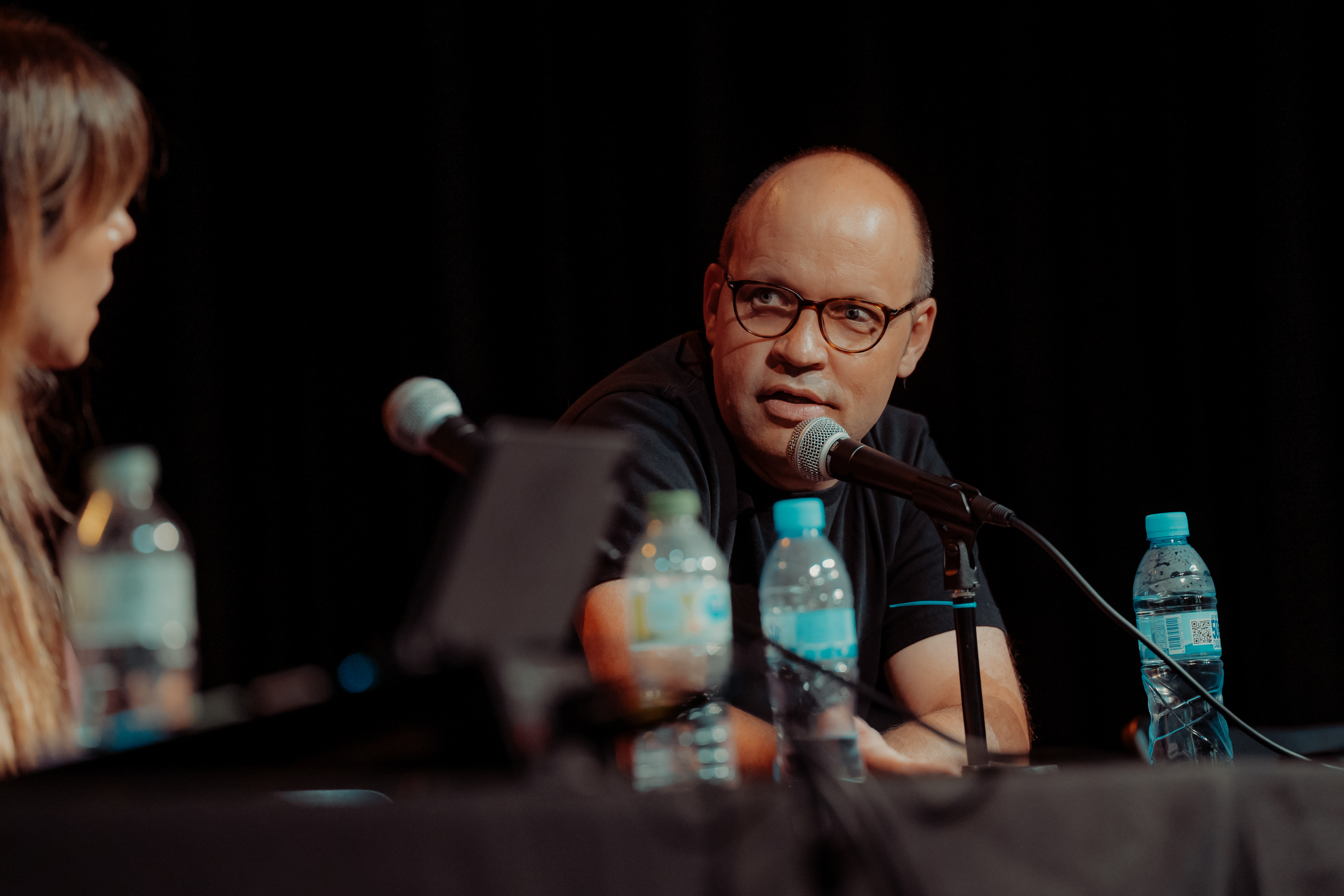
Miguel Noguera en el festival de comedia alternativa La Llama Fest 2022

Miguel Noguera Loven (Las Palmas de Gran Canaria, 12 de noviembre de 1979) es un humorista, dibujante y escritor español.

## Biografía
Nació en Las Palmas de Gran Canaria, pero a los tres años se trasladó con su madre a Mallorca tras el divorcio de sus progenitores. Es licenciado en Bellas Artes en la Universidad de Barcelona, pero es conocido por sus numerosos espectáculos de humor llamados Ultrashow, que realiza tanto en salas de espectáculos independientes como el Teatreneu barcelonés, como en festivales o museos como el MACBA. Ha publicado varios libros, siendo uno de ellos Hervir un oso junto con Jonathan Millán.
Es colaborador habitual de los vídeos de humor de la pareja cómica Venga Monjas. También ha participado en El matí de Catalunya Ràdio cuando lo presentaba Manel Fuentes, hizo de antagonista en una película de Nacho Vigalondo y ha colaborado esporádicamente en el programa Buenafuente de La Sexta. Miguel Noguera es también un aficionado y habilidoso intérprete de canto gregoriano y en numerosas ocasiones integra sus dotes a sus Ultrashows.
Colaboró en La resistencia como invitado ocasional desde su segunda temporada.
El día 19 de noviembre de 2020 fue presentador de La resistencia en la sección de Pantomima Full, después de que ser entrevistado por David Broncano que tuvo que abandonar el programa. Noguera se puso al frente con los escasos medios que Broncano dejó puesto que se llevó consigo a media plantilla del programa.
En este mismo programa se determinó mediante varias técnicas de medición que su cabeza pesa alrededor de 5 kg.
Actualmente reside en Barcelona.

## Obras publicadas
- Hervir un oso (Belleza Infinita, 2010)[7] ISBN 9788493508791.
- Ultraviolencia (Blackie Books, 2011)[13] ISBN 9788493827250.
- Ser madre hoy (Blackie Books, 2012)[13] ISBN 9788494001932.
- Mejor que vivir (Blackie Books, 2014)[14] ISBN 9788494224713.
- La vieja tigresa o el erotismo en la senectud (Blackie Books, 2015)  ISBN 9788416290161.
- La muerte del Piyayo (Blackie Books, 2016)[2] ISBN 9788416290550.
- Clon de Kant (Blackie Books, 2018) ISBN 9788417059323
- ¡PAM! (Blackie Books, 2020)[13] ISBN 978-84-18187-42-1.